# عسیر القصبی
عسیر القصبی (انگلیسی: Aser El-Kasaby؛ زادهٔ ۱۹۶۶) بازیکن هندبال اهل مصر بود.